# Edgar Allan, détective
Edgar Allan, détective est une série télévisée jeunesse québécoise en 55 épisodes de 25 minutes diffusée du 14 septembre 1981 au 7 juin 1983 à la Télévision de Radio-Canada.

## Synopsis
Un détective solitaire au grand cœur, un peu farfelu, a voué son existence entière à la Justice, avec un "J" majuscule. Il rencontre de manière fortuite, un jeune orphelin d'origine maghrébine, sans passeport, qui vit caché dans les égouts de la ville, se prend d'affection pour lui et l'adopte littéralement pour en faire son assistant. Ben, le jeune garçon, se lancera alors aux côtés du "chef Edgar", à la poursuite de l'organisation du maléfique no 1. Ils vivront ensemble les aventures les plus inattendues, n'hésitant pas à s'engager dans des univers parallèles, à l'occasion pour mettre sous les verrous, la terrible Comtesse Gricha Vassilievna Tchoukanovna, le commandant Grégoire Dufilou et le professeur Julius Nautilus : trio infernal au service du no 1 ! Mais la tâche n'est pas simple !

## Fiche technique
- Scénarisation : Yves É. Arnau
- Réalisation : Jean Picard et Pierre Duceppe
- Société de production : Société Radio-Canada

## Distribution
- Albert Millaire : Edgar Allan, détective
- Michel Mondié : Béni Ouioui
- Marie-Michelle Matteau : Comtesse Gricha
- Walter Massey : Sir McYavel
- Jean-René Ouellet : Barbu Bleu
- Edgar Fruitier : le grand chef des bandits
- Christiane Delisle : narration
- Gisèle Trépanier : Mme Casgrain
- Ronald France
- Paul Hébert
- Gaétan Labrèche
- Jacques Lemieux
- Yvon Leroux
- Roger Michael
- Aubert Pallascio
- Claude Préfontaine
- Jo-Ann Quérel
- Arlette Sanders
- Paul Savoie
- Diane St-Onge
- Olivette Thibault

Source : Millaire, Albert, Mes amours de personnages, Les Éditions de l'Homme, 2010, pages 206 à 208.

## Épisodes
1. On n'en restera pas la : « Edgar Allan est fait prisonnier par l'Organisation du no 1. Comment s'en sortira-t-il? »